# Turecká líska na Petříně
Turecká líska na Petříně byl chráněný památný strom, který rostl v Praze v Petřínských sadech. V roce 2003 dosáhlo prosychání koruny 75 %, roku 2004 již byla líska bez života (zdravotní stav 5).

## Základní údaje
- název: Turecká líska na Petříně
- výška: 11 m (1996)[1][3], 10 m (2002)[4][3]
- obvod: 256 cm (1996)[1][3], 265 cm (2002)[4][3]
- věk: 80 let[4]

Strom rostl v horní partii Petřínských sadů u Štefanikovy hvězdárny.

## Stav stromu a údržba
Líska pochází z doby založení parku, tedy ze 20. let 20. století. V letech po r. 2000 byl pozorován opad listů doprovázený obvodových prosycháním, nepomohlo ani opakované ošetření fungicidy. Nakonec se líska dočkala stejného osudu, jako turecké lísky u Strahovského kláštera a u Trojského zámku, které podlehly neznámé chorobě a uschly. Roku 2007 musela být z důvodu ohrožení bezpečnosti (opad suchých větví) ukončena ochrana a větve ořezány.

## Památné a významné stromy v okolí
- Turecká líska na Strahově